# Avenue Gambetta (Courbevoie)
Pour les articles homonymes, voir Avenue Gambetta.
L'avenue Gambetta est une voie de la commune française de Courbevoie. Cet axe historique relie La Défense au centre-ville.

## Situation et accès
Elle est desservie par la gare de Courbevoie et par la gare de la Défense.

## Origine du nom

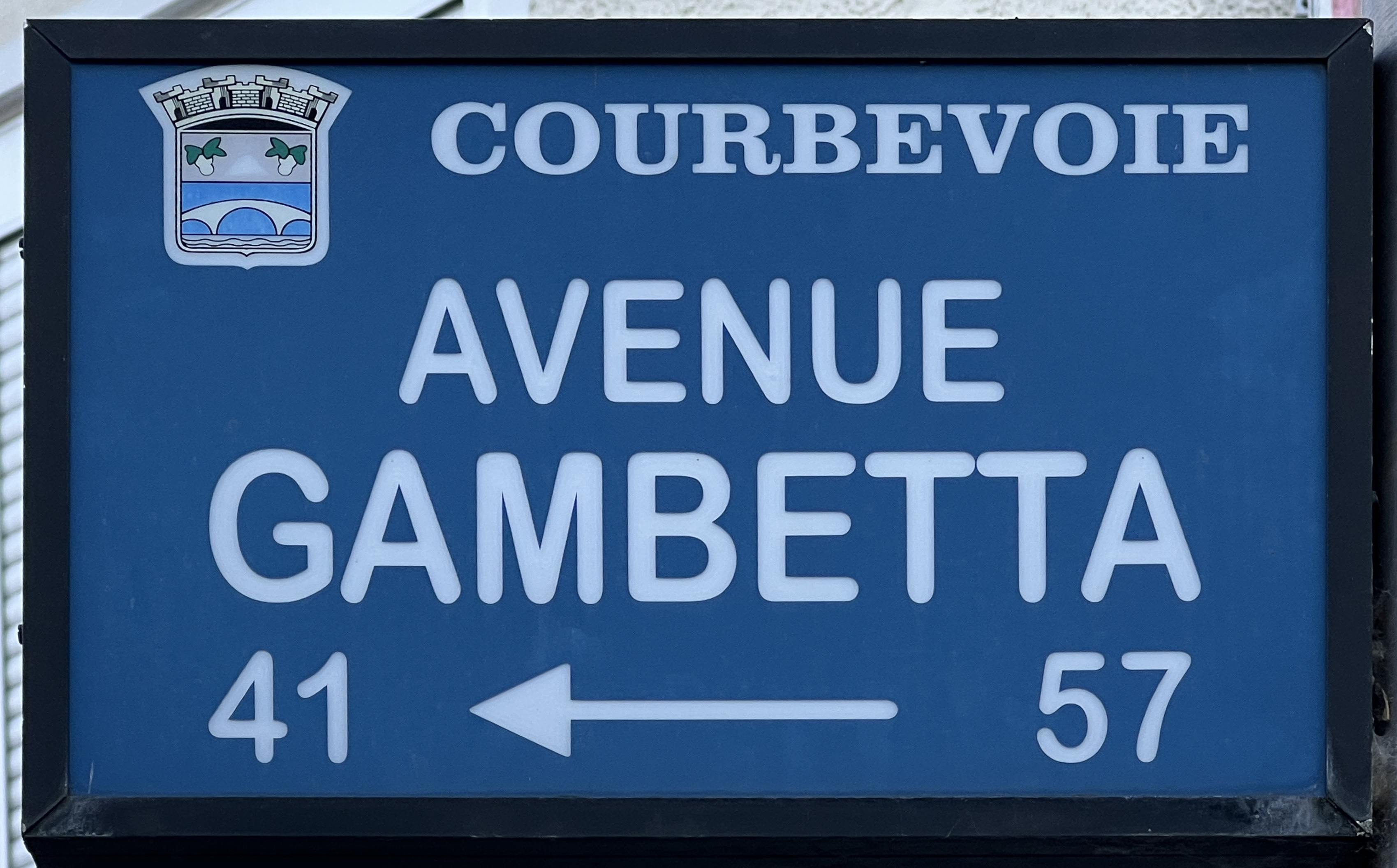
Plaque de l'avenue Gambetta.

Ce trajet était autrefois parcouru par la route départementale no 31 de Courbevoie. Comme de très nombreuses voies de circulation pendant la Troisième République, elle a été renommée en hommage à Léon Gambetta, homme politique français qui joua un rôle clé dans la pérennité du régime républicain en France après la chute du Second Empire.

## Historique

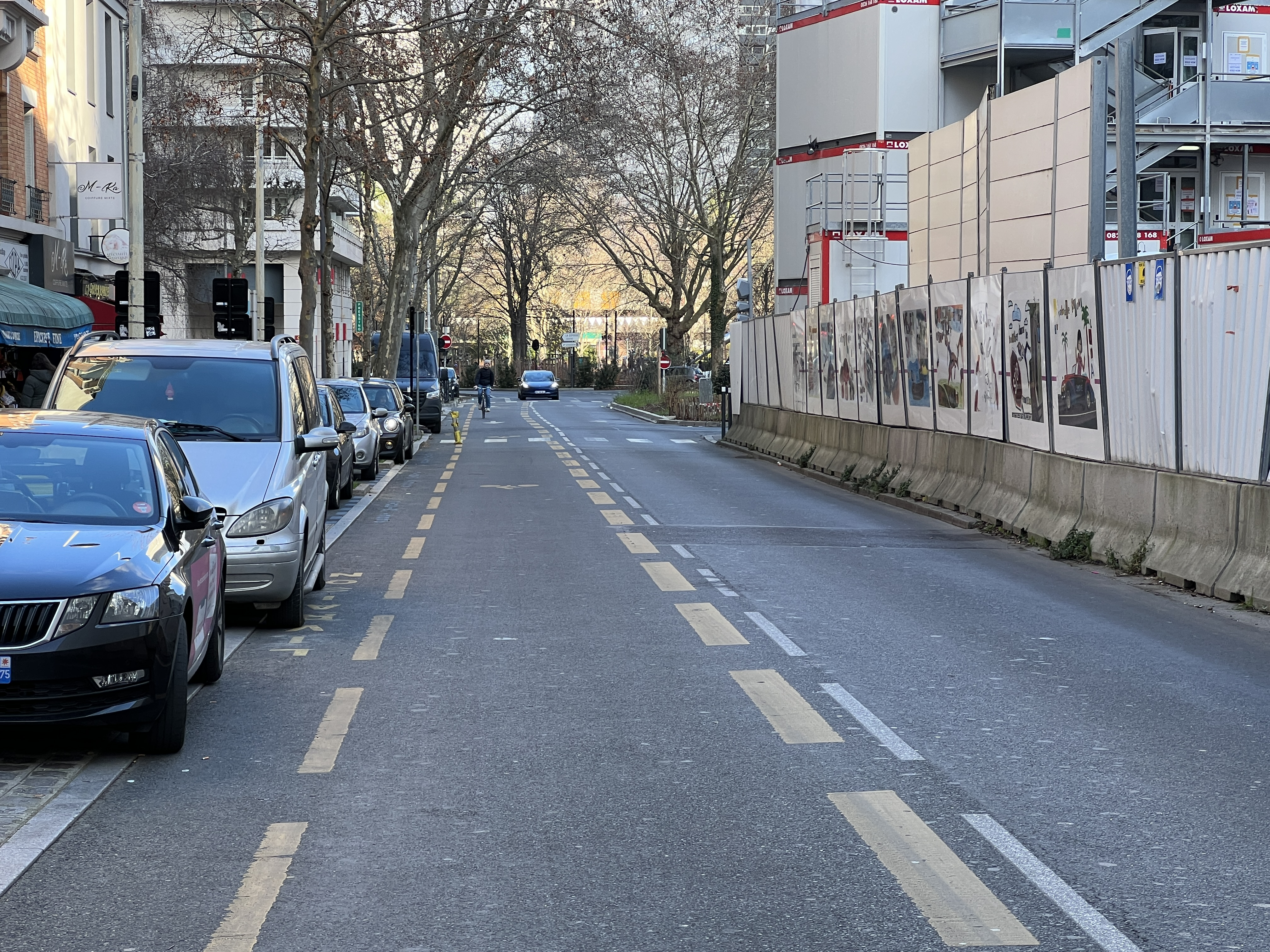
L'avenue en janvier 2022.

Cette avenue faisait partie des radiales tracées autour de l'ancien rond-point de la Défense, qui va perdurer jusqu'en 1958. La construction du centre d'affaires de La Défense l'interrompt au niveau du boulevard circulaire, au-delà duquel elle est prolongée par l'avenue Albert-Gleizes et l'avenue André-Prothin.
À la fin des années 2010, la fin des travaux de l'extension du RER E approchant, des travaux de rénovation de l'avenue sont entrepris. Le mode d'urbanisation choisi cherche à relier l'avenue au centre d'affaires, notamment par des pistes cyclables.

## Bâtiments remarquables et lieux de mémoire
- Au no 8, ancien constructeur automobile Bucciali[7],[8], jusqu'en 1940.
- Au no 76, emplacement des ateliers de l'entreprise Sphinx Automobiles qui s'y installa en 1912[9].

- Tour Eqho, anciennement tour Descartes, construite en 1988[10].
- Emplacement de l'ancienne caserne Charras, détruite dans les années 1960.
- La Chancellerie[11], immeuble résidentiel de style moderniste, construit en 1974[12].
- L'architecte Jean Niermans y a réalisé un ensemble d'HLM de 1952 à 1954.
- Parc de Freudenstadt.

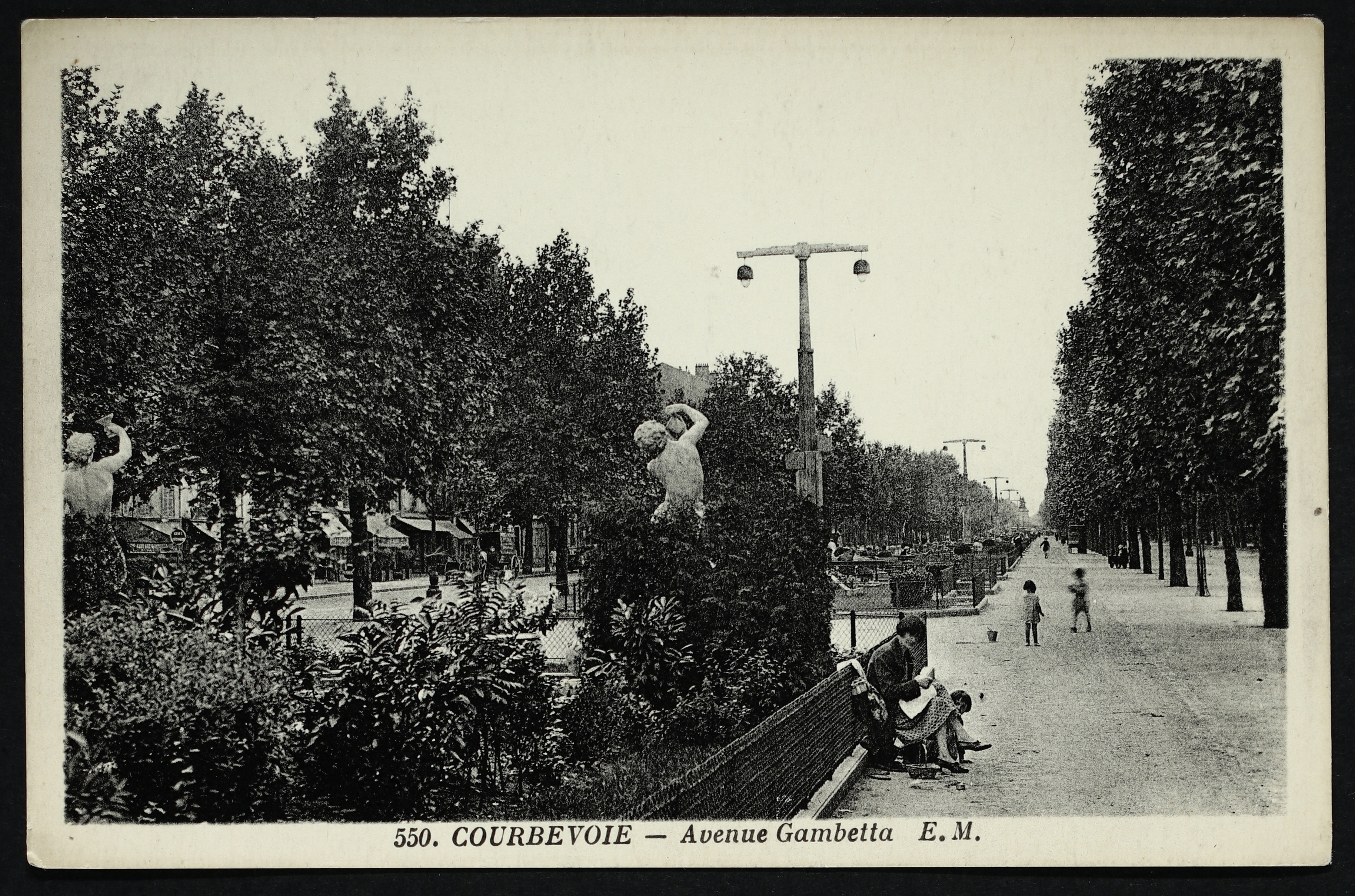
Carte postale de l'avenue Gambetta.
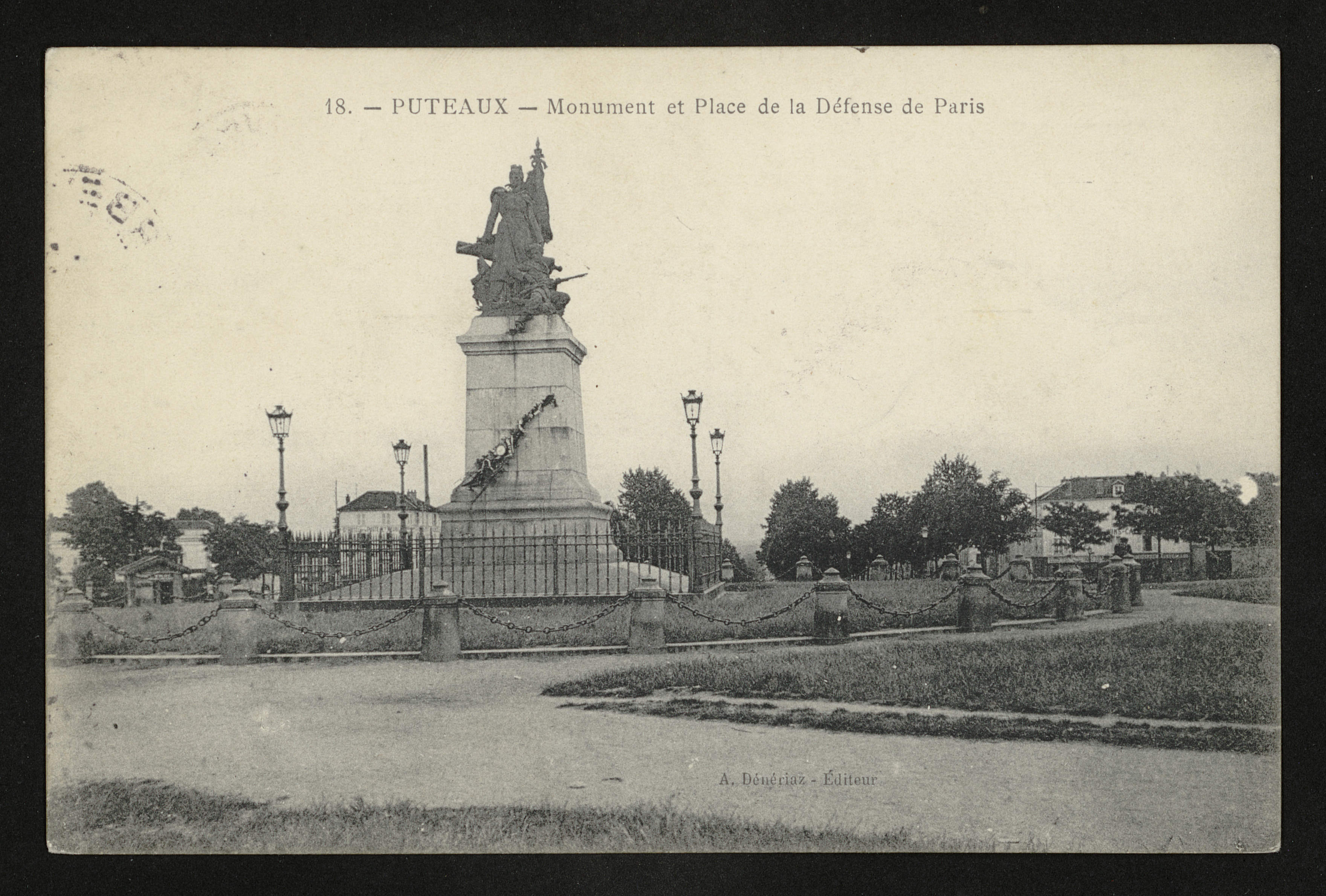
Place de la Défense de Paris.
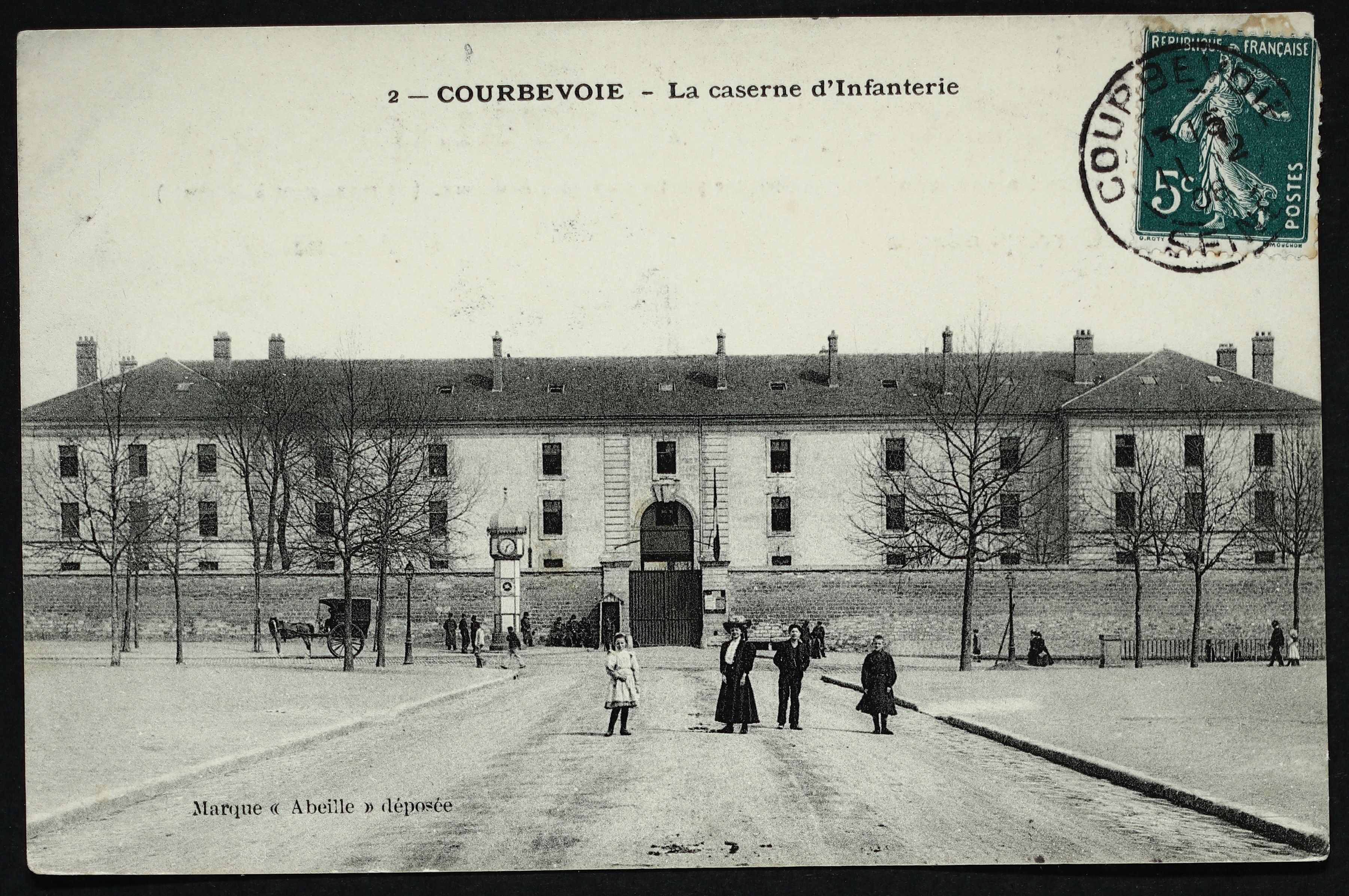
Caserne d'Infanterie dans l'axe de l'avenue.